# Tabak- und Cigarettenfabrik Heintz van Landewyck
Die Tabak- und Cigarettenfabrik Heintz van Landewyck GmbH ist ein Unternehmen der Tabakindustrie aus Trier-Euren in Rheinland-Pfalz. Sie ist einer von insgesamt sieben in Deutschland ansässigen Zigaretten- und Tabakwarenherstellern und eine von zwei Tochtergesellschaften der 1847 gegründeten luxemburgischen Landewyck Holding S.à. r.l. in Deutschland. Geleitet wird es von den Geschäftsführern Sven Müller und Charles Lemmer. Das Unternehmen vertreibt Tabakprodukte in der DACH-Region.

## Geschichte

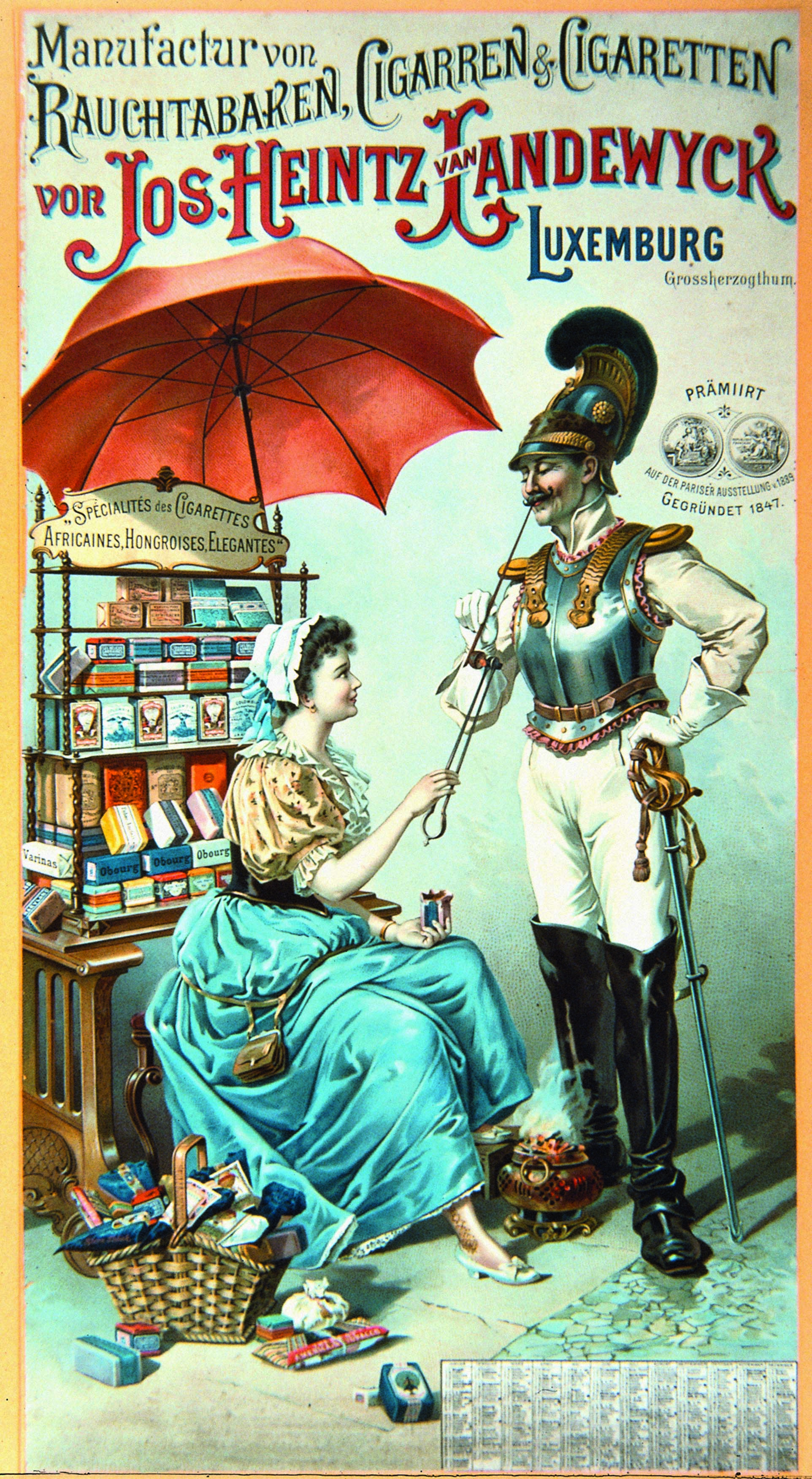
Werbeanzeige aus den 1890er Jahren

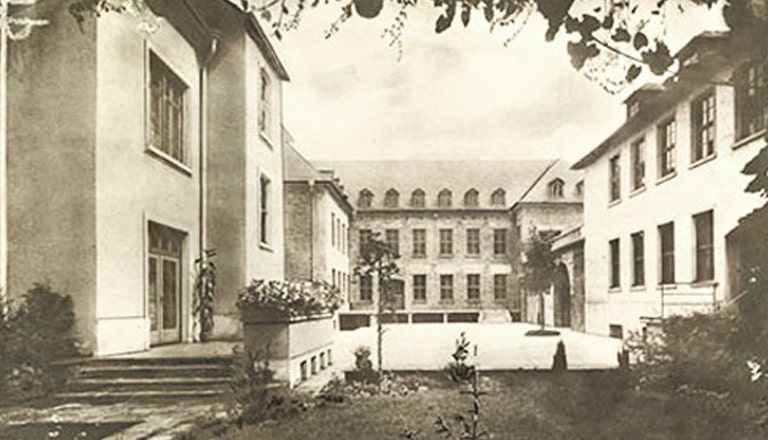
Firmensitz der Heintz van Landewyck GmbH in der Trierer Innenstadt

Da Luxemburg seit 1834 Teil des Deutschen Zollvereins war, vertrieb das Luxemburger Unternehmen Heintz van Landewyck im 19. Jahrhundert seine Produkte verstärkt in Deutschland. Nach dem Ersten Weltkrieg bestimmte der Friedensvertrag von Versailles 1919 das Ende dieser Bindung und Heintz van Landewyck entschied sich, eine Niederlassung in der deutschen Rheinprovinz zu gründen, was 1925 in Trier umgesetzt wurde.
Durch die Luftangriffe auf Trier der Alliierten wurde die Stadt und damit die wirtschaftliche Grundlage von Heintz van Landewyck im Laufe des Jahres 1944 vollumfänglich zerstört. Nach Kriegsende errichtete das Unternehmen seine Niederlassung am selben Ort von Grund auf neu. 1995, nach 60 Jahren in der Innenstadt, zog das Unternehmen in den Stadtteil Euren, wo es bis heute seinen Sitz hat. Im selben Jahr wurde das Unternehmen umgewandelt und rechtlich selbstständig. Seither firmiert es unter der Bezeichnung Tabak- und Cigarettenfabrik Heintz van Landewyck GmbH.
Anfang der 2000er steigerte Heintz von Landewyck den Marktanteil in Deutschland auf 19 % und beschäftigte rund 250 Mitarbeiter. 2005 errichtete das Unternehmen eine neue Lagerhalle in Trier und baute die Produktionsstätte zunehmend aus. In den folgenden Jahren war das Unternehmen von mehreren Regelungen der EU betroffen, wie der Einführung der abschreckenden Bilder auf Zigarettenverpackungen oder dem Verbot von Mentholzigaretten.
Aktuell sind Sven Müller und Charles Lemmer gleichberechtigte Geschäftsführer. Lemmer löste im Oktober 2023 Robert Guden ab, der seinerseits seit Juli 2020 die gleichberechtigte Geschäftsführung mit Sven Müller innehatte. Sie lösten Hans-Josef Fischer und Jan Vandenneucker ab. Ersterer verließ nach 30 Jahren die Geschäftsführung und trat in den Ruhestand.

## Unternehmensstruktur

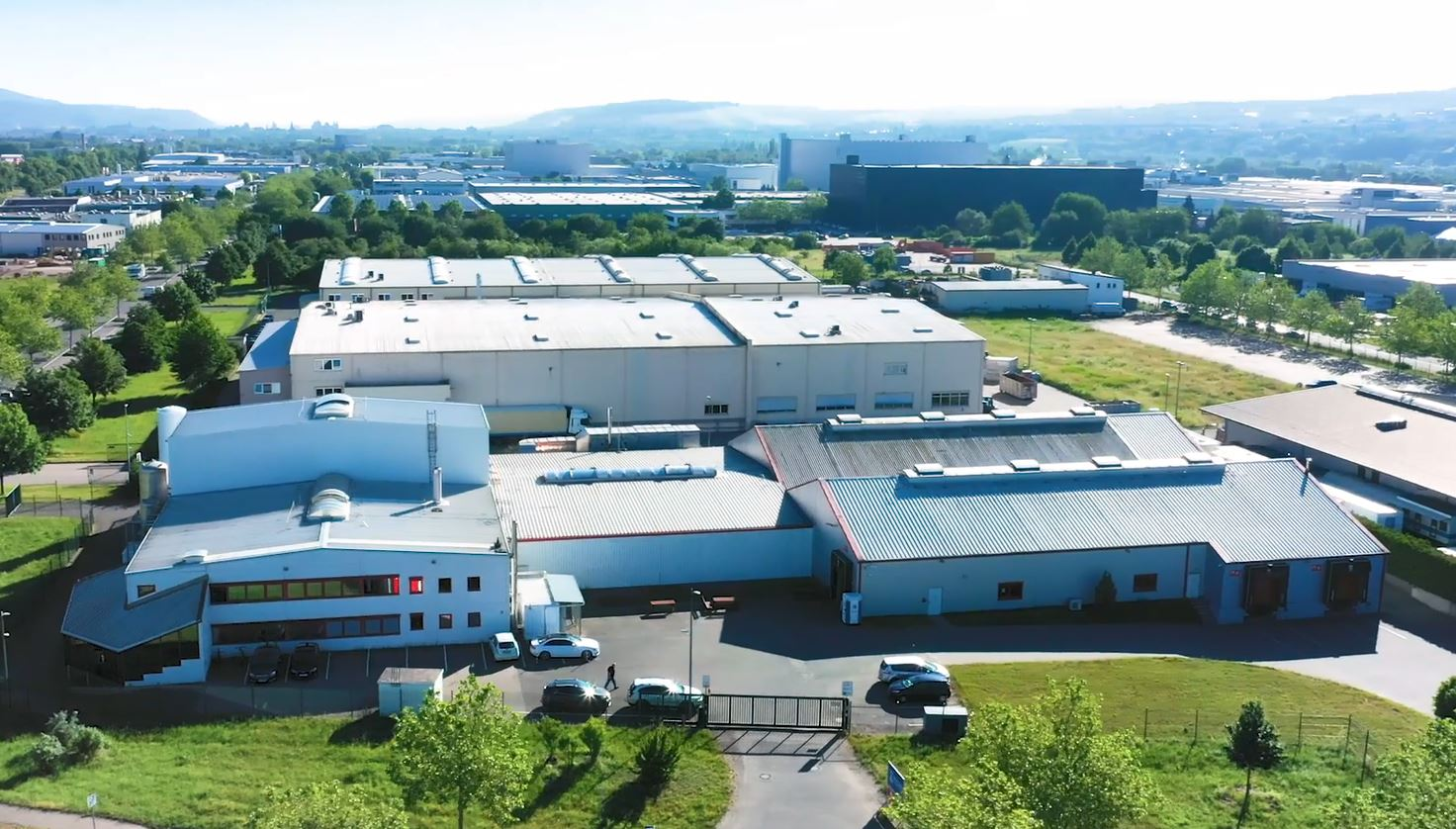
Aktueller Firmensitz in Trier-Euren (2021)

Die Tabak- und Cigarettenfabrik Heintz van Landewyck GmbH bildet mit der Heintz van Landewyck Unterstützungs- und Pensionskasse GmbH die deutschen Tochterunternehmen der Landewyck Tobacco S.A., die alleinige Gesellschafterin ist. Es ist eines von insgesamt 26 Unternehmen der Landewyck Holding S.à. r.l. in 7 Ländern.

## Produkte
Der Standort ist spezialisiert auf die Fabrikation von Feinschnitttabak. Darüber hinaus bieten die Trierer Zigaretten an, die von der Unternehmensgruppe in Luxemburg gefertigt werden. Daneben werden Hülsen, Zigarettenpapier, Zigarren, Zigarillos sowie Stopfgeräte vertrieben. Das Unternehmen hält ebenfalls Eigenmarken, die in Deutschland unter den Namen Afri, Maya, Ducal, Elixyr, Fargo, Ché und Energy im Einzelhandel, insbesondere in Supermärkten und Discountern zum Kauf angeboten werden. In der Vergangenheit stellte das Unternehmen selbst auch Longfiller-Zigarren her.

## Mitgliedschaften
Heintz van Landewyck ist Mitglied des Deutschen Zigarettenverbandes, der insbesondere die Interessen von tabakverarbeitenden Unternehmen in der Öffentlichkeit vertritt. Darüber hinaus initiierten die Trierer 2019 die Gründung des Bundesverbandes der Tabakwirtschaft und neuartiger Erzeugnisse, in dem sie Gründungsmitglied sind und mit Fischer bis zu dessen Ausscheiden aus der Geschäftsführung den Vorsitzenden stellten. In der Vergangenheit gehörte Heintz van Landewyck auch dem Verband der deutschen Rauchtabakindustrie an sowie bis zu dessen Auflösung dem Verband der Cigarettenindustrie.

## Auszeichnungen
Heintz van Landewyck erhielt gemeinsam mit der Camelot Itlab GmbH den von der Wirtschaftswoche vergebenen Best of Consulting Award 2018 in der Kategorie Operational Excellence. Das Magazin würdigte hierbei insbesondere die Qualität der Beratungsdienstleistungen zu den Produkten des Unternehmens.

## Sonstiges
Im Mai 2020 unterstützte Heintz van Landewyck über den Bundesverband der Tabakwirtschaft und neuartiger Erzeugnisse eine Spendensammlung für Tabakprodukt-Einzelhändler, die wegen der COVID-19-Pandemie unter Umsatzeinbußen litten.